# Saint-Amans (Aude)
Saint-Amans (okzitanisch: Sant Amanç) ist eine Gemeinde mit 62 Einwohnern (Stand: 1. Januar 2022) im Westen des Départements Aude in der südfranzösischen Region Okzitanien (vor 2016: Languedoc-Roussillon). Die Gemeinde gehört zum Arrondissement Carcassonne und zum Kanton La Piège au Razès. Die Einwohner werden Saintamanais genannt.

## Lage
Saint-Amans liegt etwa 25 Kilometer westnordwestlich von Carcassonne. Umgeben wird Saint-Amans von den Nachbargemeinden Payra-sur-l’Hers im Norden, Fonters-du-Razès im Nordosten und Osten, Generville im Südosten, Gaja-la-Selve im Süden sowie Mayreville im Westen.

## Bevölkerungsentwicklung
| Jahr                       | 1962 | 1968 | 1975 | 1982 | 1990 | 1999 | 2006 | 2019 |
| Einwohner                  | 84   | 75   | 69   | 58   | 81   | 74   | 64   | 61   |
| Quellen: Cassini und INSEE |      |      |      |      |      |      |      |      |